# Adrian Johnston
Adrian Johnston (1974) è un filosofo statunitense.
È professore presso l’Università del New Mexico ad Albuquerque e membro di facoltà dell’Emory Psychoanalytic Institute. Filosofo e psicoanalista, si occupa di idealismo tedesco, poststrutturalismo, psicoanalisi, in particolare Sigmund Freud e Jacques Lacan, New Materialism, neuroscienze, Marxismo, e realismo speculativo. Ha dialogato e collaborato, tra gli altri, con Alenka Zupančič, Alain Badiou, Slavoj Žižek, e Catherine Malabou.

## Biografia
Adrian Johnston studia dal 1992 al 1996 all’Università del Texas, ad Austin, dove ottiene la laurea in filosofia. Successivamente, dal 1997 al 2001, svolge un dottorato di ricerca in filosofia presso la Stony Brook University a New York. Dal 2002 al 2006, Johnston ricopre la posizione di Psychoanalytic Research Fellow presso la l'Università Emory ad Atlanta, periodo che lo formerà come psicoanalista. Dal 2006 ad oggi è professore presso il Dipartimento di Filosofia dell’Università del Nuovo Messico, dove tiene regolarmente corsi su Hegel, la psicoanalisi, Marx e marxismo, filosofia francese e contemporanea. 
È autore di libri e articoli nei quali convergono temi e concetti filosofici e psicanalitici. Tra i suoi interlocutori teorici principali vi è sicuramente la cosiddetta Scuola psicanalitica di Lubiana.

## Pensiero

### Hegel e l'idealismo tedesco
Johnston è un interprete di Hegel, filosofo che legge in chiave non dogmatica. Secondo Johnston, in Hegel è piuttosto ravvisabile un gioco sempre aperto tra contingenza e necessità. Tale apertura si ravvisa in particolare, sul piano ontologico, nel concetto hegeliano di Wirklichkeit, ovvero un’attualità non statica ma che invece implicherebbe sempre una pluralità di possibilità attualizzabili. Per Johnston tale apertura non dogmatica si riflette anche nella sua interpretazione non teleologica della filosofia della storia di Hegel

### Il dialogo con la psicoanalisi
Nei suoi scritti Johnston lavora in stretto dialogo con la psicoanalisi, in particolare con quella freudiana e lacaniana. Uno degli obiettivi teorici principali di Johnston è quello di fornire una teoria metapsicologica compatibile con i risultati più recenti delle neuroscienze e della biologia. Il progetto freudiano continua quindi, secondo Johnston, attraverso un ripristino della teoria pulsionale, interpretata alla luce dell'insegnamento di Jacques Lacan.  Attraverso il dialogo tra psicanalisi, scienze naturali e materialismo dialettico, Johnston mira ad una sintesi non riduzionista. Tale anti-riduzionismo è espresso nell’idea secondo la quale il linguaggio, nell’essere umano, contribuisca all’instaurarsi di una seconda natura, concetto che mutua da Hegel

### Il materialismo dialettico e il marxismo
Adrian Johnston si pone in linea di continuità con la linea filosofica marxista nota come materialismo dialettico. In particolare, riprende alcuni temi chiave del filosofo Friedrich Engels, e della sua Dialettica della Natura. L’applicazione della dialettica all’ambito naturale, possibilità avanzata già dallo stesso Engels, viene reinterpretata da Johnston in chiave emergentista. In questa, così come in altre aree tematiche, Johnston crea un dialogo tra i temi chiave della filosofia contemporanea e tedesca e le scienze naturali, ovvero la biologia e le neuroscienze. Per quanto riguarda il Marxismo, Johnston ricusa l’antieconomismo tipico del marxismo occidentale e il suo concentrarsi sulle questioni sovrastrutturali e ideologiche a scapito della critica dell’economia politica, una critica analoga a quella che si può ritrovare in Domenico Losurdo nella sua ricostruzione del marxismo occidentale.

## Opere

### Saggi
- Infinite Greed. The Inhuman Selfishness of Capital, New York, Columbia University Press, 2024. ISBN 9780231214728
- Prolegomena to Any Future Materialism. Volume Two: A Weak Nature Alone, Evanston, Northwestern University Press, 2019, ISBN 9780810140622
- A New German Idealism. Hegel, Žižek and Dialectical Materialism, New York, Columbia University Press, 2018. ISBN 9780231183949
- Adventures in Transcendental Materialism. Dialogues with Contemporary Thinkers, Edinburgh, Edinburgh University Press, 2014, ISBN 9780748673285
- Prolegomena to Any Future Materialism. The Outcome of Contemporary French Philosophy, Evanston, Northwestern University Press, 2013, ISBN 9780810129122
- Con Catherine Malabou, Self and Emotional Life. Philosophy, Psychoanalysis, and Neuroscience, New York, Columbia University Press, 2013. ISBN 9780231158305
- Irreprensible Truth: On Lacan’s ‘The Freudian Thing’, New York, Palgrave Macmillan, 2010. ISBN 9783319575131
- Badiou, Žižek and Political Transformations. The Cadence of Change, Evanston, Northwestern University Press, 2009, ISBN 9780810125698
- Time Driven. Metapsychology and the Splitting of the Drive, Evanston, Northwestern University Press, 2005, ISBN 9780810122048

### Articoli e interventi
- Capitalism’s Implants: A Hegelian Theory of Failed Revolutions, in A. Hamza e F. Ruda (eds), Crisis and Critique, Issue 2, 2021, pp. 122-181
- Lacking Causes. Privative Causality from Locke and Kant to Lacan and Deacon. In F. Gironi (Ed.), Speculations VI, Brooklyn-New York, Punctum Books, 2015, pp. 19-62
- On Deep History and Lacan. In L. Chiesa (Ed.), Lacan and Philosophy: The New Generation, Melbourne, re.press, 2014
- Reflections of a Rotten Nature: Hegel, Lacan, and Material Negativity, in Filozofski vestnik, Vol. XXXIII, N.2, pp. 23-52, 2012